# Liste der Fahnenträger der ruandischen Mannschaften bei Olympischen Spielen
Die Liste der Fahnenträger der ruandischen Mannschaften bei Olympischen Spielen listet chronologisch alle Fahnenträger ruandischer Mannschaften bei den Eröffnungs- (EF) und Abschlussfeiern (AF) Olympischer Spiele auf.

## Liste der Fahnenträger
| Mannschaft             | Veranstaltung | Fahnenträger (EF)       | Fahnenträger (AF)     |
| ---------------------- | ------------- | ----------------------- | --------------------- |
| 1984 in Los Angeles    | Sommerspiele  | (O) Emanuel Twagirayezu |                       |
| 1988 in Seoul          | Sommerspiele  | Mathias Ntawulikura     |                       |
| 1992 in Barcelona      | Sommerspiele  |                         |                       |
| 1996 in Atlanta        | Sommerspiele  | (O) Parfait Ntukamyagwe |                       |
| 2000 in Sydney         | Sommerspiele  | (O) Pierre Karemera     |                       |
| 2004 in Athen          | Sommerspiele  | Mathias Ntawulikura     | Pamela Rugabira       |
| 2008 in Peking         | Sommerspiele  | Pamela Rugabira         | Pamela Rugabira       |
| 2012 in London         | Sommerspiele  | Adrien Niyonshuti       | Adrien Niyonshuti     |
| 2016 in Rio de Janeiro | Sommerspiele  | Adrien Niyonshuti       | Claudette Mukasakindi |
| 2020 in Tokio          | Sommerspiele  | Alphonsine Agahozo      | John Hakizimana       |
| 2020 in Tokio          | Sommerspiele  | John Hakizimana         | John Hakizimana       |
| 2024 in Paris          | Sommerspiele  | Clémentine Mukandanga   | Clémentine Mukandanga |
| 2024 in Paris          | Sommerspiele  | Eric Manizabayo         | Oscar Peyre Mitilla   |

Anmerkung: (EF) = Eröffnungsfeier, (AF) = Abschlussfeier, (O) = Offizieller

## Statistik
| Rang    | Sportart       | EF | AF | ∑  |
| ------- | -------------- | -- | -- | -- |
| 1       | Leichtathletik | 4  | 3  | 7  |
| 2       | Schwimmen      | 2  | 3  | 5  |
| 3       | Radsport       | 3  | 1  | 4  |
| 4       | Offizieller    | 3  | 0  | 3  |
| Gesamt: | Gesamt:        | 12 | 7  | 19 |

| Rang                   | Sportart | EF | AF | ∑ |
| ---------------------- | -------- | -- | -- | - |
| bisher keine Teilnahme |          |    |    |   |
| Gesamt:                | Gesamt:  | 0  | 0  | 0 |

| Rang    | Sportart       | EF | AF | ∑  |
| ------- | -------------- | -- | -- | -- |
| 1       | Leichtathletik | 4  | 3  | 7  |
| 2       | Schwimmen      | 2  | 3  | 5  |
| 3       | Radsport       | 3  | 1  | 4  |
| 4       | Offizieller    | 3  | 0  | 3  |
| Gesamt: | Gesamt:        | 12 | 7  | 19 |